# Claudio Coccoluto
Claudio Coccoluto (Gaeta, 17 agosto 1962 – Cassino, 2 marzo 2021) è stato un disc jockey italiano.

## Biografia
Nato a Gaeta nel 1962, si avvicinò al mondo dei DJ a 13 anni nel 1975, per hobby, nel negozio di elettrodomestici del padre sul Lungomare Caboto di Gaeta. Dopo aver ascoltato un disco registrato alla discoteca Baia degli Angeli di Gabicce, in cui i due DJ, Claudio Rispoli e Daniele Baldelli, mixavano generi musicali differenti, dal rock all'elettronica, intuì quale fosse la sua strada. Così, alla fine degli anni settanta (1978) comincia a far conoscere la sua voce via etere attraverso la radio locale Radio Andromeda (prima emittente privata a Gaeta). Dal 1985 questa diventa la sua professione.
Le sue prime esperienze nei locali sono al Seven Up di Gianola di Formia e all'Histeria di Roma, dove sostituisce Corrado Rizza affiancando il DJ Marco Trani. Il suo genere era una variante della musica elettronica da lui definita "underground". DJ apprezzato e conosciuto, Coccoluto partecipava frequentemente a eventi di livello europeo; ed è stato il primo DJ europeo a suonare al Sound Factory Bar di New York. Negli anni novanta era DJ fisso nei locali Cocoricó di Riccione, Angels Of Love di Napoli e Matilda di Jesolo Lido, ma fu anche contemporaneamente testimonial per il Mondo della notte, dell'azienda Diesel. Gli anni novanta vedono la nascita della sua etichetta discografica THE dub (1996) e l’affermazione di Coccoluto al di fuori dei confini nazionali.
Nel 1997 scala le classifiche internazionali con Belo Horizonti, campionamento di Celebration Suite, capolavoro latin jazz di Airto Moreira, firmato insieme a Savino Martinez con il nome di The Heartists. Furono i Basement Jaxx a coglierne per primi le potenzialità pubblicando il brano per la propria Atlantic Jaxx. Nello stesso anno, entra nella TOP 100 DJ’S di DJ Magazine, rivista considerata la “bibbia” di settore, che gli dedica la prima di copertina. È anche il periodo in cui il mondo della cultura tradizionale inizia ad interessarsi alla club culture. Nel 1999 Coccoluto esordisce come autore di libri per i tipi dell’Adnkronos Libri con Io sono contrario, anzi no, “romanzo-conversazione” con il giornalista e conduttore radiofonico Pierluigi Diaco sui temi della vita. Qualche anno dopo, nel 2007, approda a Einaudi Stile Libero con IO, DJ. Musica, moda, stili di vita. Perché il mondo è diventato una gigantesca pista da ballo?, scritto insieme al critico musicale e saggista Pierfrancesco Pacoda.
Tra le sue produzioni, l'album imusicselection5 - Vynil Heart (2008), raccolta di 14 tracce realizzata in un'unica sequenza di vinili ed effetti mixati a mano libera come in un club, Do It Whitout Thinkin, Afromarslight, Mind Melody 3.0. Nei primi anni duemila fu chiamato a un tavolo interministeriale per discutere la legge sulle discoteche proposta dall’allora ministro Enzo Bianco. Dal 2003 al 2009 ha lavorato anche per Radio Deejay con il suo programma C.O.C.C.O. nel quale propone dj set e in diretta mixa e interagisce con gli ascoltatori. In un documentario di Cult Tv si raccontò nel suo lavoro alla radio e nelle discoteche. Alle elezioni politiche del 2006 si è candidato nel partito politico La Rosa nel Pugno. 
Nel 2010 ha partecipato alla trasmissione Ciao Darwin, programma televisivo condotto da Paolo Bonolis su Canale 5, intervenendo come deejay nella puntata che vedeva contrapporsi i "Lochness" contro i "Fitness". Nel 2018 compare tra i protagonisti del docufilm Vinilici. Perché il vinile ama la musica, regia di Fulvio Iannucci e nel 2020 in Disco Ruin di Lisa Bosi e Francesca Zerbetto. È stato componente della Giuria di Qualità del Festival di Sanremo nelle edizioni 2003, 2007 e 2013, primo DJ nella storia della kermesse musicale a farne parte.

### Morte
È morto il 2 marzo 2021 a 58 anni, nella sua casa di Cassino, per una malattia. I funerali si sono celebrati a Roma il giorno seguente presso la Chiesa degli artisti. Oggi riposa nel cimitero San Bartolomeo di Cassino.

## Filmografia
- Io non ci casco, regia di Pasquale Falcone (2008)
- Vinilici. Perché il vinile ama la musica, regia di Fulvio Iannucci - documentario (2018)
- Disco Ruin: 40 anni di club culture italiana, regia di Lisa Bosi e Francesca Zerbetto - Documentario (2020)
- From My House In Da House - A History of Rome di Giovanni La Gorga e Alessio Borgonuovo (2021)
- Roma Caput Disco di Corrado RIzza (2021)

## Discografia

### Album
- 1998 - The Dub Duo (Claudio Coccoluto, Savino Martinez) – Back To Lo-Tech, NRK Sound Division – NRKCD002
- 2006 - Refresh, Just Entertainment – JE 110

### Compilation
- 1992 - Atmosphera – Best Of Garage, Time Time005
- 1993 - Vari Autori – DJ On The Mix Volume 1, Flying Records DJX01
- 1998 - MixMag Presents Claudio Coccoluto – A Midnight Summer's Dream, DMC Publishing Ltd. – MMLLP026
- 2000 - Joe T Vannelli & Claudio Coccoluto – New York Bar Compilation, Dream Beat DB135
- 2000 - Joe T Vannelli & Claudio Coccoluto – New York Bar 4, Dream Beat DB145
- 2002 - Brief But Intense, Trend Discotec – trend001
- 2003 - Brief But Intense Vol. 2, Trend Discotec – trend012
- 2004 - Diesel U Music Vol. 1 Dance, Music
- 2004 - Dôme Ibiza 4, Morbido Records – MBDCD-036
- 2005 - iMusic Selection, Just Entertainment JE 101
- 2005 - Samurai, Universal – 9873899 (con Alex Neri & Ralf)
- 2005 - iMusic Selection Recharge, Just Entertainment JE 103
- 2006 - iMusic Selection 3 Evolution, Just Entertainment JE 106
- 2007 - iMusic Selection 4 Deepurple, Just Entertainment JEE 115
- 2008 - iMusic Selection 5 Vinylheart, Sony BMG Music Entertainment – 88697266152
- 2009 - iMusic Selection 6 Amigdala, Just Entertainment – 88697461722
- 2009 - (con Sergio Cerruti) – Xueño Formentera 2009, Sony Music – 88697571012
- 2010 - iMusic Selection 7 - Nozoo, Just Entertainment – 88697637722
- 2014 - Alex Neri & Claudio Coccoluto Present The Untouchable Selection, Time Records TIME 1160CDDP

### Singles ed EP
- 1996 - Claudio Coccoluto / label: disco in/ title "one love"
- 1997 - Coccoluto / Space Rats - It's New Funky / Cydonia's Face, The Dub – THE DUB
- 1997 - The Dub Duo V's LNL feat. Claudio Coccoluto – Hi Energy, Pronto Recordings PR002
- 1997 - It's New Funky, The Dub THEDUB003
- 1999 - World Famous Martinez Orchestra / Claudio Coccoluto – Rushlight / Uno Nuovo, The Dub THEDUB014
- 1999 - Uno Nuovo Remix, The Dub THEDUB016
- 2001 - (con Nae-Tago) – Blues Brunch / Underwear, Credence 12creddj012
- 2001 - Get Up! And Nae Tango, Parlophone 12RDJ 6564
- 2013 - (con Gianmaria Coccoluto) – Lion & Ram, Wound Music WM002
- 2015 - Everybody Boogie / Burn Free, The Dub – THEDUB101
- 2015 - Tribe Call Sun / Discoflavor, The Dub – THEDUB102
- 2015 - (con Kisk) – Testa a Testa, The Dub / Apparel Music – THEDUB103 / APD096
- 2015 - Chris The Dog / Come Me / Sissi The Cat, The Dub – THEDUB105
- 2016 - Dio Sole, The Dub – THEDUB107
- 2016 - El Gato Negro, The Dub – THEDUB108
- 2017 - Claudio Coccoluto Presents The Heartists – Belo Horizonti, The Dub – THEDUB111
- 2017 - (con Gianmaria Coccoluto) – Dance On Merengue, Me Gusta Asi, Dance On Salsa, The Dub – THEDUB112
- 2018 - (con Luca Vera) – Suena Bien EP, The Dub – THEDUB113
- 2019 - (con Alessio Modrian) – Kuratt, The Dub – THEDUB 115
- 2019 - The Pink Door EP, Jolly Jams – JJ053

### Remix & Appearances
- 1987 - Life – For What Is It To Love?, Blue Angel BAR0004
- 1990 - Two Men Out And One Inside (Claudio Coccoluto, Marco Trani, Mike Shurfkar) - Free Flight
- 1991 - Cocodance (Claudio Coccoluto, Vincenzo Rispo) – Angels Of Love, GFB Records – GFB 031
- 1992 - U-N-I (You And I) (Antonio Puntillo, Claudio Coccoluto, Kipper) – Don't Hold Back The Feeling, Heartbeat – H.B. 003
- 1992 - Jinny – Never Give Up (Hype Remix), Time Time001
- 1992 - Black Box – Hold On, Groove Groove Melody GGM 9225
- 1992 - Bit Machine – Break Is Break/For Your Love, Groove Groove Melody GGM 9226
- 1992 - Joey Negro – Love Fantasy, DMC DMC114/2
- 1993 - The Fog – Been A Long Time, Downtown DTR 1055
- 1993 - HWW – Friends, UMM	UMM 083
- 1993 - Jamie Dee – Get Ready, Flying Records FLY 146
- 1993 - Drum Club – Sound System, Butterfly Records BFLT10
- 1993 - Mind The Gap – The Gap, Pigeon Pie Productions PPP 007
- 1993 - Carol Lynn Townes – Midnight Confession, D:vision Records DV053
- 1994 - Alma Latina - To Get Up, Looking Forward L.F. 22
- 1994 - Meechie – Bring Me Joy, Vibe Music VIB016
- 1994 - Mimi' E Coco' (Claudio Coccoluto, Savino Martinez) – Bandit, UMM – UMM 223
- 1995 - Claudio Coccoluto – One Love Mix, Disco Mix – DMCD 001
- 1995 - Praxis Feat. Kathy Brown – Turn Me Out, Stress Records STR40
- 1995 - Dana Dawson – 3 Is Family, DMC DM22
- 1995 - Rhythm 'N' Vibe – Is This The Rhythm?, Urban Hero UH 21-21
- 1995 - Tito Puente Jr. & The Latin Rhythm Feat. Tito Puente, India & Cali Aleman – Oye Como Va, Puente Records CDS12684-2
- 1995 - Rhythmical Reunion Feat. Dawn – It's Time To Shine, Strength Records STR022
- 1995 - Kathy Brown – Turn Me Out, Stress Records STRDP5
- 1995 - Deep Soul – The Rhythmz, New Sounds Multimedia CNZ036
- 1996 - Forthright – Happiness, Encore 12COR 016
- 1996 - Visions – Coming Home, Stress Records STR MIX 3
- 1996 - Martini & Pagany Present: Love Liquid Feat. Barry Stewart – Looking For Somebody, House Traxx HT000
- 1996 - Joyboys – Espanola Way, Suntune SUT007
- 1996 - Sueño Latino Presents Valeria Vix – Noche Diva Mantra Vibes MTR2039D
- 1996 - Pulse - The Lover That You Are, DMC DMC159
- 1997 - Kabbala – Ashewo Ara part 2, MAMA Records MAMT 016
- 1997 - Dimitri From Paris – Ça Chauffe, NRK Sound Division nrk009
- 1997 - Karen Ramirez – Troubled Girl, Bustin' Loose Recordings BL009
- 1997 - Piero Umiliani – Mah Nà Mah Nà (Remix Project 1), Easy Tempo MET201
- 1997 - Sesso Matto – Experience, Temposphere MET301/303
- 1997 - Dos Amigos – Los Mambo, W&W New W&WNEW3
- 1997 - Holy Alliance – Precious Love (The Ages Of Love), The Dub THEDUB008
- 1997 - Belo Horizonti (pubblicato con le pseudonimo The Heartists)
- 1998 - Joe Smooth – Promised Land, VC Recordings 8951816
- 1998 - The Heartists – What A Diff'rence A Day Makes, White Label WL005
- 1998 - Piero Umiliani – Lui E Lei, Easy Tempo MET401/403 CDS
- 1998 - Leo Young Feat. Mr. Angel – The Roman Funk Front EP, Disorient SUSHI09
- 1998 - Coimbra – Another Star, Time TIME118
- 1998 - Spanish Clubhouse – Samba Baby, White And Black WNB003
- 1998 - Francesco Zappalà – Cthulu, Star Trax STX2004
- 1998 - Montefiori Cocktail – Crazy Beat, DMC Publishing Ltd. MMLCD026
- 1998 - Intensive Jazz Sextet – Supergiangi Va In Brasile, SSR SSR199
- 1998 - Byron Stingily – You Make Me Feel (Mighty Real), Manifesto FESX 38
- 1998 - Piero Umiliani – Bob E Hellen, Easy Tempo MET801/802
- 1999 - PuertoRico – Easy Roma, V2 Records VVR5007826
- 1999 - Space Penguins – The Elektrofunk, Playola 0091780PLA-P
- 1999 - G. aka Geri Halliwell – Mi Chico Latino, EMI 12EMDJX 548
- 1999 - Underworld – King Of Snake, JBO JBO5010853
- 1999 - Claudio Coccoluto – Uno Nuovo, Loud Bit Records LB015C
- 2000 - Carl Cox – The Latin Theme, Worldwide Ultimatum Records 0091860COX
- 2000 - Adamski Products Inc. – Take Me Away, Nitelite The Club Records – CLUB 16-00
- 2000 - Subsonica – Il Mio D.J., Mescal – 546 584-2
- 2000 - Joanna Zychowicz – Dirty Country Girl, EMI – 7243 8 88349 2 6
- 2000 - Karen Ramirez – Troubled Girl, Bustin' Loose Recordings BL013
- 2000 - Beverley Knight – Get Up!, Dance Factory – 7243 5 50740 6 5
- 2001 - Mr Ambo – Ambo Mambo, Ultralab – 7243 8 97793 6 3
- 2002 - World Famous Martinez Orchestra – Southside, Credence 12cred021
- 2004- Dino – In October, Ego Music – EGO MIX 019 (con Savino Martinez)
- 2005 - Marina Rei - Un Inverno Da Baciare, EMI – 07243 860989 2 4
- 2005 - Ryan Yoshimoto – Du What U Du, It Records – MLI 006
- 2005 - Dino Lenny – Run, Frenetica – FRE005
- 2006 - Raf – Passeggeri Distratti, Sony/Bmg 88697017132
- 2006 - Dino – Call Me, free2air Recordings – F2 A15TX
- 2006 - Prince – Sign "O" The Times, SIRDI 02
- 2006 - D. Rad & Claudio Coccoluto, DJ Martinez – Ten To 80 Suite, Sanacore Records – 0169632ERE
- 2009 - Zeta Funk Vs. Alex Pini – Tomboliza, Mazoom Lab – MZL045
- 2010 - Manu L – Windy EP, Urbansound Records – USR0021
- 2012 - Jovanotti - C.O.C.C.O. RAGGIO / Zeitgeist, Universal Music Group – 0600753413357
- 2013 - Leik Feat. GameOver – In My Eyes, Deep Throat Records – DT023
- 2016 - Claudio Coccoluto – El Gato Negro, The Dub – THE DUB 108
- 2017 - Ex-Otago – Cinghiali Incazzati, Universal Music – 0602557588019
- 2017 - Sean Miller – Solstice, Ovum Recordings – OVM287
- 2017 - Malandra Jr. – Dance Warriors, D-Floor Records – DFL025
- 2019 - Claudio Coccoluto – The Horse Running, Jolly Jams – JJ055
- 2020 - Yello – The Race, Rollover Milano Records

## Libri
- Claudio Coccoluto, Pierluigi Diaco, Sono contrario: anzi, no, Roma, Adnkronos, 1999.
- Fabio De Luca, Mamma, mamma, voglio fare il dj, con prefazione di Claudio Coccoluto, Roma, Arcana, 2003.
- Claudio Coccoluto e Pierfrancesco Pacoda, IO, DJ. Musica, moda, stili di vita. Perché il mondo è diventato una gigantesca pista da ballo?, Torino, Einaudi, 2007, ISBN 9788806182243. URL consultato il 10 maggio 2024 (archiviato dall'url originale il 10 maggio 2024).
- Marco Melega, Riccardo Sada, The house of love Compilation: Houseology. Vita, morte e miracoli della musica (CD + Libro), con prefazione di Claudio Coccoluto, postfazione di Joe T. Vannelli e un intervento esclusivo di Albertino, Brescia, 2004. ISBN 88-901353-0-1